# میشل ون گورپ
میشل ون گورپ (انگلیسی: Michele Van Gorp؛ زادهٔ ۱۰ مهٔ ۱۹۷۷) بازیکن بسکتبال اهل ایالات متحده آمریکا است.
وی در مسابقات کشوری و بین‌المللی در مجموع برندهٔ ۱ مدال نقره شده‌است.